# Domaso
Domàso ist eine Gemeinde mit 1409 Einwohnern (Stand 31. Dezember 2023) in der italienischen Provinz Como in der Region Lombardei.

## Geographie
Domaso liegt an der Mündung des Livo in den Lago di Como und grenzt an die Gemeinden Gravedona ed Uniti, Livo, und Vercana

## Geschichte
Domaso wurde wahrscheinlich von Römern gegründet. Mit dem Nachbarort Gravedona kam es oft zu Streit. Unter anderem da Gravedona nicht auf der Seite von Como stand oder weil das Städtchen von der Pfarrei San Vincenzo unabhängig sein wollte.

## Tourismus und Freizeit
Domaso verfügt über einen der längsten Strände am See und ist unter anderem bei Windsurfern sehr beliebt. Ein häufig wehender thermischer Wind (Breva) schafft ideale Voraussetzungen für diesen Sport.
Domaso wird durch den Fluss Livo zweigeteilt. Der eine Teil besteht aus einem mittelalterlichen Dorfkern mit Relikten des alten Klosters und einem kleinen Hafen. Der andere, neue Teil wurde erst nach dem Zweiten Weltkrieg bebaut und bietet eine moderne, touristischen Bedürfnissen angepasste Infrastruktur, mit Campingplätzen etc.

## Sehenswürdigkeiten
- Pfarrkirche San Bartolomeo (1724)[2]
- Romanische Kirche San Giovanni Battista (12. Jahrhundert)[3]
- Villa Camilla (17. Jahrhundert)[4]

## Persönlichkeiten
- Bartolomeo Menatti (* 13. Mai 1621 in Domaso; † 15. März 1702 in Rom), aus Tresivio, Bischof von Lodi, Nuntius in der Schweiz[5]
- Giuseppe Galante (* 2. September 1937 in Domaso; † 20. Dezember 2021 in Rom), Ruderer

## Bilder

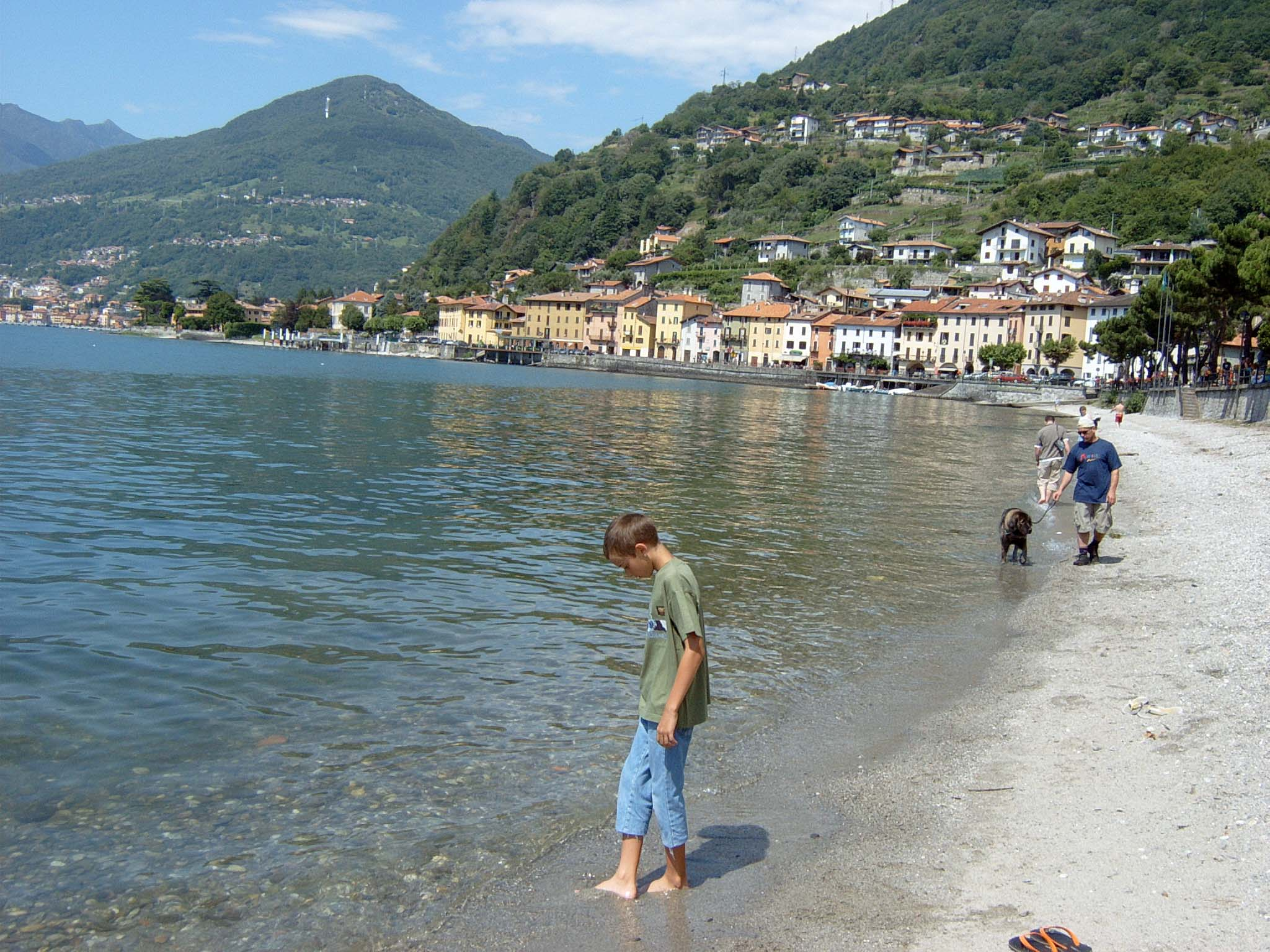
Seeufer
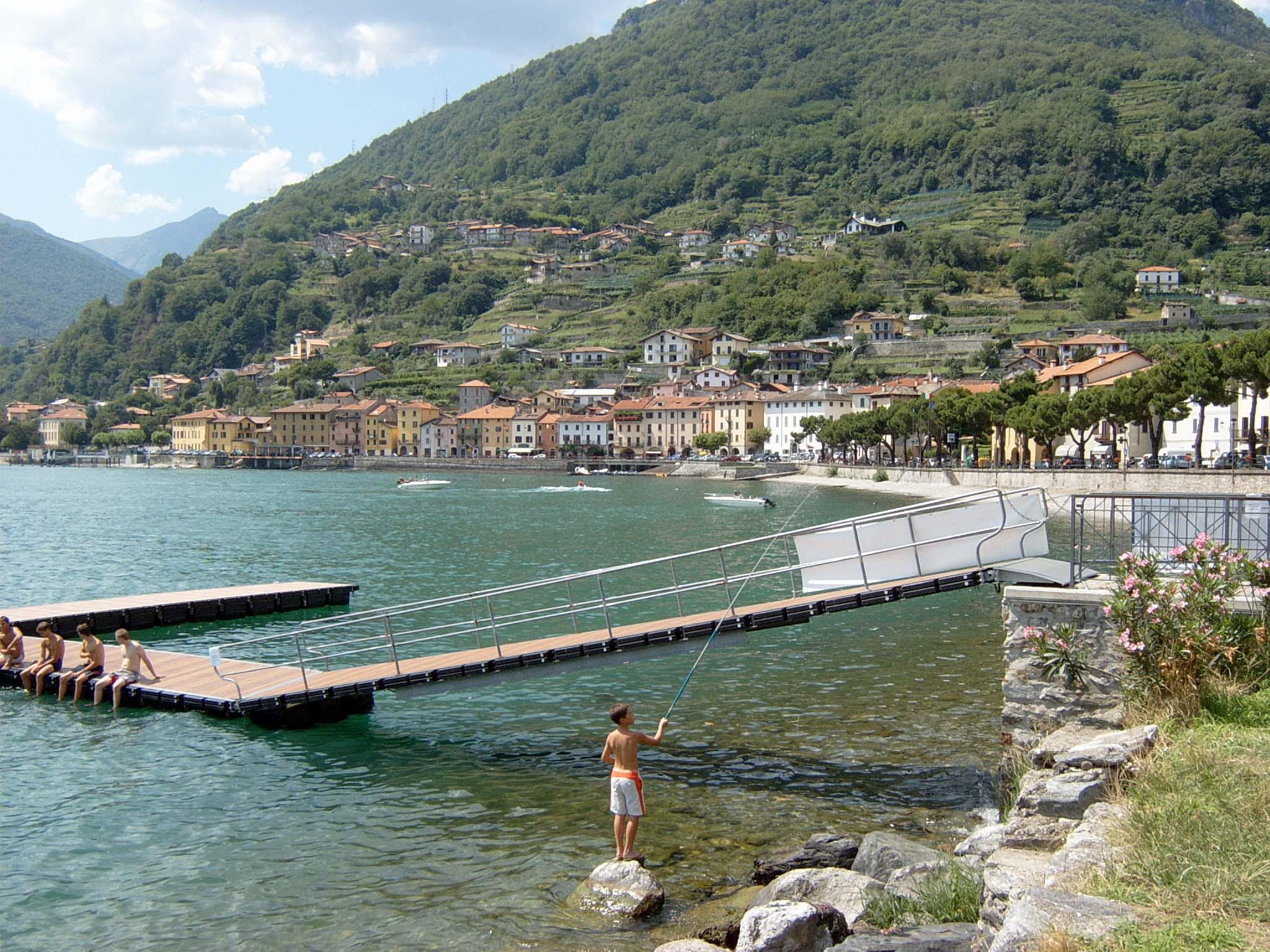
Seeufer
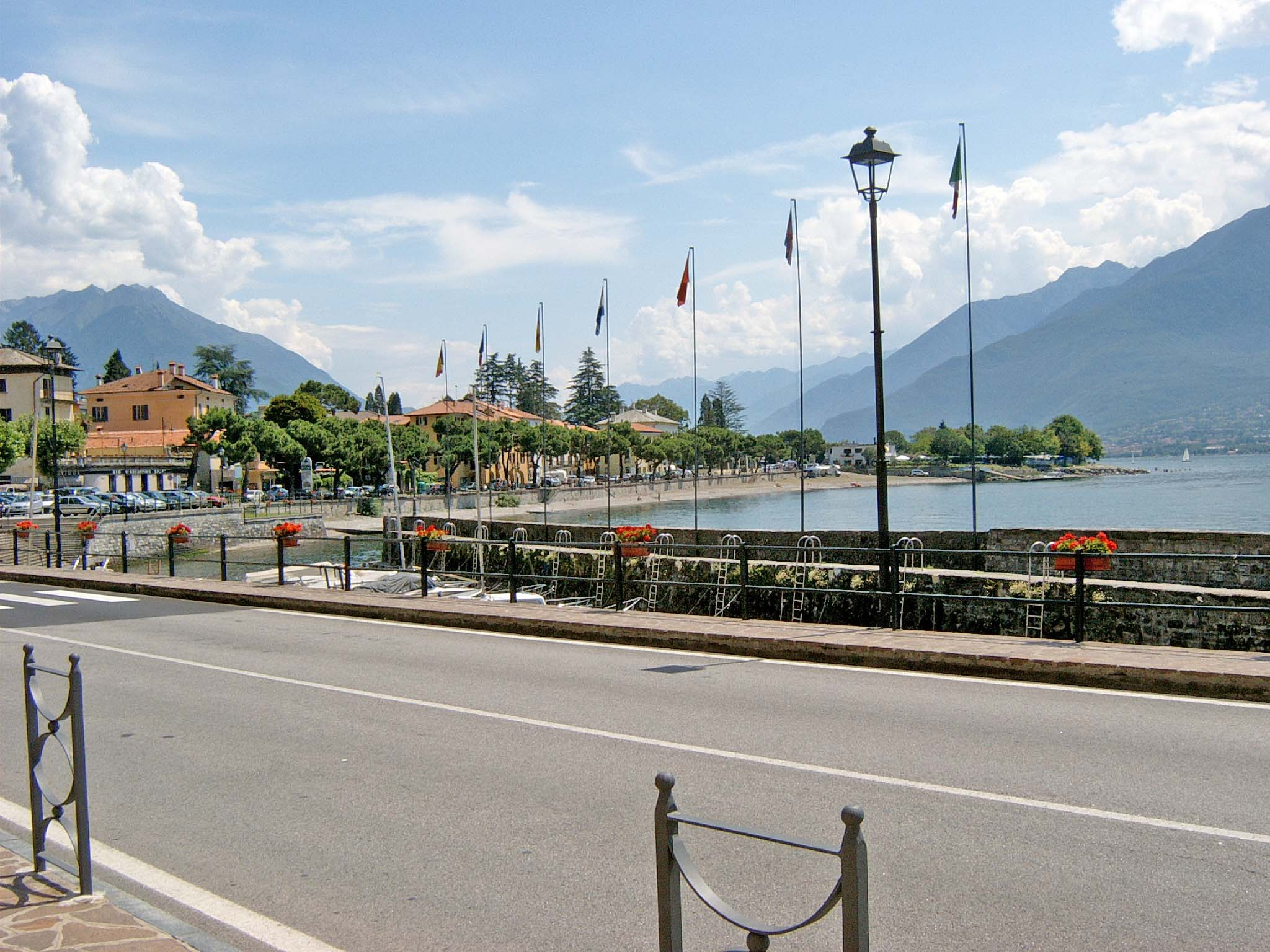
Seeufer
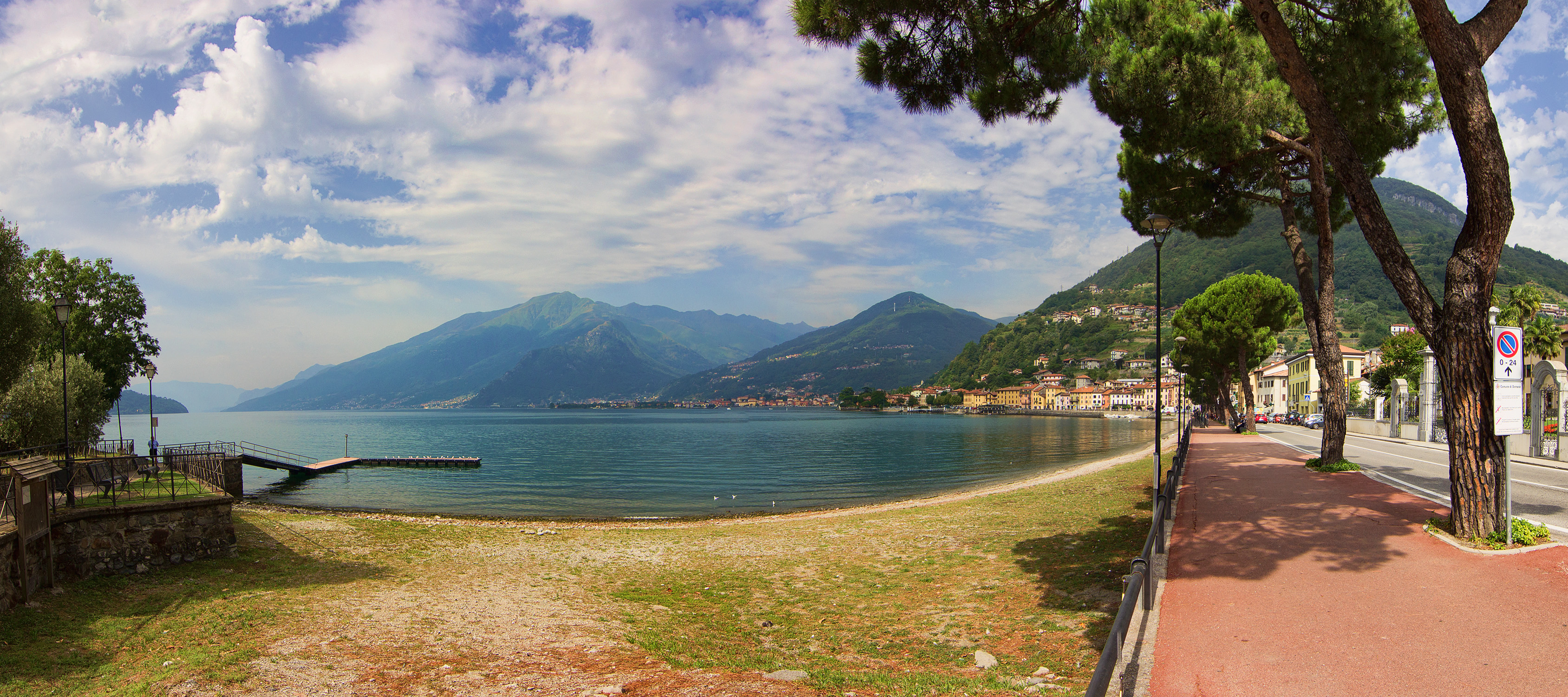
Seeufer